# Cyrtodactylus kohrongensis
Cnemaspis kohrongensis — вид ящірок з родини геконових (Gekkonidae). Описаний у 2020 році.

## Поширення
Ендемік Камбоджі. Поширений лише на острова Ко Ронг в Сіамській затоці (другому за розмірами острові країни)

## Опис
Невелика ящірка, завдовжки 76 мм. Тіло бежевого кольору з широкими коричневими поперечними смугами, окаймленими білими горбками.